# Henry Zaga
Henry Zaga, vollständig Henrique Chagas Moniz de Aragão Gonzaga (* 30. April 1993), ist ein Schauspieler aus Brasilien.

## Leben
Henry Zaga erhielt zum ersten Mal Aufmerksamkeit, als er für die Rolle Josh Diaz in Teen Wolf gecastet wurde. Später trat er für den Musikfilm XOXO und für die Netflix-Serie Tote Mädchen lügen nicht vor die Kamera. Er wurde ebenfalls für den Superheldenfilm The New Mutants gecastet.

## Filmografie (Auswahl)
Film
- 2015: The Wing (Kurzfilm)
- 2016: Cherry Pop
- 2016: XOXO
- 2017: Cardinal X
- 2017: The Detained
- 2020: The New Mutants
- 2022: Jenseits des Universums (Depois do Universo)
- 2024: The Ministry of Ungentlemanly Warfare
- 2024: Queer
- 2025: Warfare

Fernsehserien
- 2015: Detective Laura Diamond (The Mysteries of Laura, eine Folge)
- 2015–2016: Teen Wolf (9 Folgen)
- 2017: Tote Mädchen lügen nicht (13 Reasons Why, 4 Folgen)
- 2019: Eine wie Alaska (Looking for Alaska, 5 Folgen)
- 2019–2020: Diebische Elstern (Trinkets, 13 Folgen)
- 2020–2021: The Stand – Das letzte Gefecht (The Stand, 8 Folgen)
- 2023: Nancy Drew (6 Folgen)